# The Dark (pel·lícula de 2005)
The Dark és una pel·lícula britànica de terror del 2005 protagonitzada per Sean Bean i Maria Bello i dirigida per John Fawcett. Està basat en la novel·la de 1994 Sheep de Simon Maginn. La pel·lícula es va rodar a l'Illa de Man.

## Argument
En un últim intent per reconstruir a la seva família, la novaiorquesa Adèlle (Maria Bello) viatja amb la seva filla pre-adolescent Sarah (Sophie Stuckey), per passar uns dies al costat del seu ex marit James (Sean Bean), que viu en una antiga casa en els penya-segats de la costa de Gal·les. Uns dies després, Sarah va la platja i és tràgicament arrossegada per les fosques aigües de l'oceà malgrat els desesperats intents de la seva mare per salvar-la. Mentre James dirigeix la cerca del cos de Sarah, Adèlle, turmentada perquè no pot acceptar que la seva filla estigui morta, comença a sofrir al·lucinacions i a escoltar una veu que li demana ajuda. Al costat d'un penya-segat, veu un estrany monument amb una placa amb el nom "Annwyn" (en gal·lès significa “per a l'altra vida”) marcat. Dafydd (Maurice Roëves), un vilatà, li explica que, segons la mitologia gal·lesa, Annwyn és una espècie de més enllà, per la qual cosa Adèlle es convenç que Sarah està tractant de comunicar-se amb ella des d'aquest sinistre univers paral·lel. Llavors una altra noia d'aspecte similar a la seva filla, anomenada Ebrill (Abigail Stone) ("Ebrill" és gal·lès per a "Abril"), apareix al llit de Sarah. Ebrill, suposadament, és la filla morta fa més de seixanta anys enrere d'un pastor local, qui la va llançar a l'oceà per enviar-la al Annwyn. Després va convèncer als seus seguidors a llançar-se a l'oceà, afirmant que aquest era el camí al Paradís, però el que en realitat el pastor volia era que aquest sacrifici li retornés a la seva filla del Annwyn. Ebrill va tornar, però alguna cosa va venir amb ella.
Adèlle està segura que amb l'ajuda d'Ebrill pot portar a la seva filla Sarah de tornada perquè la llegenda dicta que els que s'han anat poden tornar del Annwyn si es fa un sacrifici: un dels vius per un dels morts. Però tot el que James pot veure en la seva esposa és a una dona en els abismes de la desesperació i el mateix llindar de la bogeria. Per ell, Ebrill és una nena escapolida, res més. No obstant això, quan Daffyd reconeix a Ebrill de la seva infància, plena de records foscos d'un culte pagà rural, Adèlle sap que les seves sospites són certes. Però les intencions de Ebrill en tornar al món dels vius no estan del tot clares.
Adèlle després s'adona que la seva filla Sarah és la reencarnació de Ebrill. En un intent per rescatar a la seva filla del Annwyn, Adèlle es llança al costat d'Ebrill sobre els penya-segats, malgrat les protestes de James, i les envia a totes dues al Annwyn. Ja en el Annwyn, es revela que Sarah va intentar suïcidar-se després d'una discussió amb la seva mare, la qual cosa les va portar a viatjar al País de Gal·les. Adèlle demana una segona oportunitat amb la seva filla, però Ebrill l'informa que els morts no reben una segona oportunitat. Ebrill i el seu pare realitzen una trepanació a Adèlle, per a treure el mal dins d'ella. Adèlle finalment escapa dels seus lligams i s'afanya a trobar a Sarah, que està darrere d'una porta. Adèlle troba una clau i amb llàgrimes als ulls es disculpa per ser tan egoista. En obrir la porta, Adèlle rescata a Sarah del Annwyn. No obstant això, en fer-ho, Adèlle se sacrifica, només per adonar-se massa tard que la Sarah que ella va portar de tornada es va veure entelada pel mateix mal que havia contaminat a Ebrill tots aquests anys.

## Repartimentt
- Sean Bean — James
- Maria Bello — Adèlle
- Richard Elfyn — Rowan
- Maurice Roëves — Dafydd
- Abigail Stone — Ebrill
- Sophie Stuckey — Sarah
- Caspar Harvey — Jove Dafydd

## Recepció
The Dark té una puntuació d'aprovació del 40% al lloc web de l'agregador de ressenyes Rotten Tomatoes, basat en 10 ressenyes, i una puntuació mitjana de 4,4/10.
El DVD es va publicar l'11 d'abril de 2007. La banda sonora inclou una cançó de Stream of Passion cantada per Marcela Bovio.